# リサ・アーバイン
リサ・アーバイン＝ボード（Lisa Ervin-Baudo、1977年4月20日 - ）は、アメリカ合衆国の女性フィギュアスケート選手で現在は国際スケート連盟公認の技術審判員。世界ジュニア選手権3年連続銀メダリスト。

## 経歴
オリンピック女子シングル金メダリストのキャロル・ヘイス・ジェンキンスに師事し、ジュニア時代から頭角を現した。13歳のときに出場した1990-1991年シーズンの世界ジュニア選手権では、フランスのスルヤ・ボナリーに次ぐ2位。1991-1992年シーズン、1992-1993年シーズンの世界ジュニア選手権でも2位となり、シニアクラスの1993年全米選手権ではナンシー・ケリガンに次ぐ2位となった。
初出場の1993年世界選手権では13位に終わったが、1994年リレハンメルオリンピックアメリカ代表の有力候補の1人と目されていた。しかし、1993-1994年シーズンころから摂食障害に陥り、リレハンメルオリンピック代表選考会となった1994年全米選手権では7位と惨敗を喫する。のちに引退。現在は国際スケート連盟の公式技術審判員として活動を続けている。

## 主な戦績
| 大会/年       | 1990-1991 | 1991-1992 | 1992-1993 | 1993-1994 |
| ------------- | --------- | --------- | --------- | --------- |
| 世界選手権    |           |           | 13        |           |
| 全米選手権    |           | 4         | 2         | 7         |
| 世界Jr.選手権 | 2         | 2         | 2         |           |